# Assedio di Marignano
L'assedio di Marignano o assedio di Melegnano, fu un episodio delle guerre di Lombardia che si verificò dal 25 aprile al 1 maggio 1449, nell'ambito della lotta tra Francesco Sforza e l'Aurea Repubblica Ambrosiana, insediatasi a Milano in seguito alla morte del duca Filippo Maria Visconti.

## Storia

### Antefatti

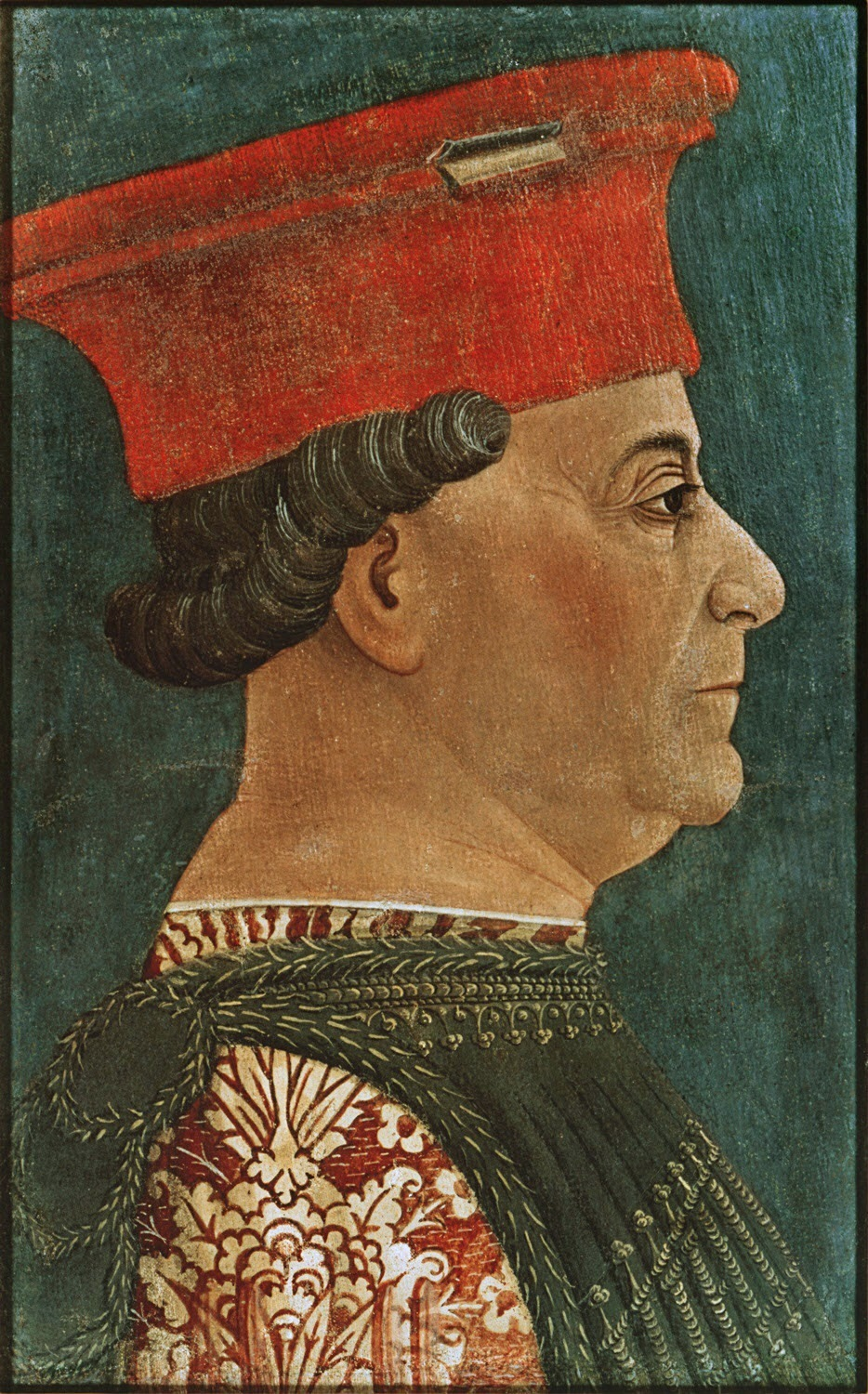
Francesco Sforza, che assediò Melegnano ed il suo castello per controllare l'area sud del territorio milanese

Per conquistare Milano, cosa che gli riuscì di fare solo nel 1450 con il riconoscimento del titolo di duca, Francesco Sforza aveva compreso già dalla fine del 1448 che la fortezza di Melegnano, appena fuori la capitale, risultava una piazzaforte fondamentale per controllare l'accesso al ducato da sud.
Nell'aprile del 1449, dunque, riunì presso le mura della città le sue armate (composte prevalentemente da mercenari veneziani e fiorentini) e si mise ad assediare la parte meridionale della città, occupata appunto dal fortilizio presso il Lambro, abbattendone due torri di difesa e il lato perimetrale delle mura con le proprie bombarde.
I milanesi subito si mobilitarono per soccorrere la città di Melegnano ed impedire che cadesse nelle mani degli sforzeschi e già alla fine del mese di aprile da Milano uscirono Francesco Piccinino e Carlo Gonzaga al comando della loro armata: in tutto con seimila cavalieri e quasi tutta la milizia cittadina di Milano. Alle loro truppe si unirono ben presto anche diverse compagnie cittadine di balestrieri e 20 000 giovani reclute con degli schioppi, armi nuove per l'epoca.
Malgrado la forza dell'esercito milanese, ad ogni modo, il Francesco Piccinino sapeva che le armate di Francesco Sforza oltre che da mercenari erano composti da veterani che lo avevano seguito in diverse campagne militari e che potevano definirsi a giusta ragione dei perfetti conoscitori dell'arte della guerra. Per battere l'avversario, dunque, il Piccinino pensò di avvisare preventivamente lo Sforza nella speranza di indurlo a levare l'assedio della città, riferendogli la notizia (poi dimostratasi infondata) che le sue armate erano composte di 60 000 uomini e che, a maggio, sarebbe giunto insieme a lui sul campo di battaglia anche il marchese Guglielmo del Monferrato con i suoi uomini. Conoscendo l'animo del Piccinino, ad ogni modo, lo Sforza non si scompose e decise di spostare il proprio esercito presso San Giuliano Milanese per fronteggiare qualche schermaglia lontana dal castello dove ancora fremeva la battaglia, ma nessun nemico si palesò d'innanzi a lui.
Il Piccinino, infatti, timoroso che la tranquillità dello Sforza nascondesse infatti qualche inganno che avrebbe finito per schiacciare le sue armate, prese tempo e anzi diffuse a Milano tramite dei messaggeri la voce che il castello di Melegnano si era arreso prima del suo arrivo e pertanto il suo scontro sarebbe stato inutile, salvando così perlomeno la propria reputazione di valente combattente.

### Assedio

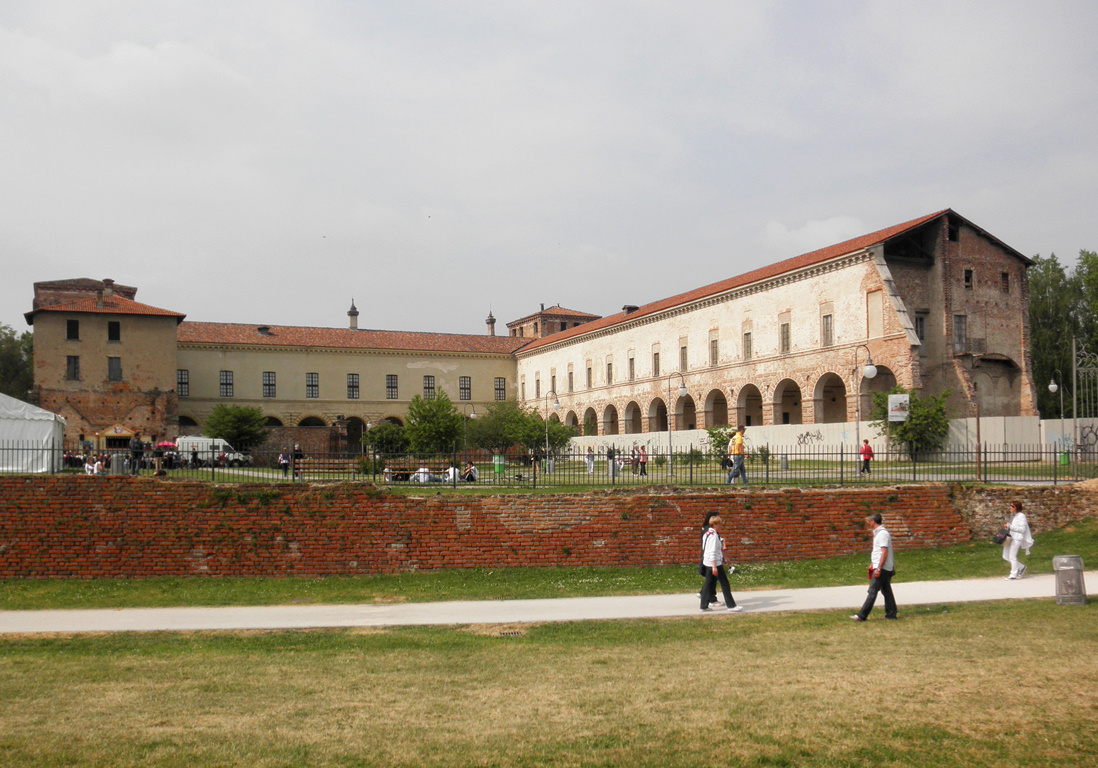
Al castello di Melegnano ancora oggi sono visibili i risultati dell'assedio del 1449 di Francesco Sforza: il lato sud e le due torri perimetrali sono scomparse sotto i colpi delle bombarde degli sforzeschi

Francesco Sforza a questo punto decise di concentrarsi sulla conquista del castello e del borgo di Melegnano dove gli abitanti, fiduciosi nell'aiuto dei milanesi, continuavano a resistere: i melegnanesi, infatti, intuita la grande quantità di bombarde e cannoni che lo Sforza aveva con sé, decisero di ricoprire le mura del castello di una grande quantità di sacchi di lana così che le palle di cannone si sarebbero fermate senza sortire l'effetto voluto, cadendo nel fossato sottostante.
Fu a questo punto che lo Sforza prese la decisione, non potendo sfruttare l'artiglieria a dovere, di dare assedio al castello con le scale e promise al primo soldato che fosse entrato nel castello un premio di cento ducati, al secondo cinquanta ed al terzo venticinque per incitare i suoi soldati alla carica. I soldati dello Sforza avanzarono dietro a dei terrapieni e riuscirono a superare le difese, seppur con qualche difficoltà rilevata in particolare sotto le mura, dove vennero colpiti da massi, travi e frecce. Otto volte gli sforzeschi provarono ad assaltare le mura del castello ma, quando erano sul punto di abbandonare lo scontro stremati, vennero raggiunti da una nuova colonna di uomini freschi e riuscirono con questi a incendiare i sacchi di lana sulle mura, riuscendo con l'artiglieria quindi a distruggere due delle quattro torri angolari del castello e tutto il muro sud, facilitandosi quindi la possibilità di penetrare nella struttura e conquistarne il bastione.
Durante i giorni dell'assedio, inoltre, per fiaccare ulteriormente la città, lo Sforza aveva imposto il blocco totale in entrata ed in uscita delle merci sul ponte sul Lambro, riducendo la città alla fame, al punto che gli abitanti vennero costretti a cibarsi di cavalli, di cani, di gatti e di topi pur di sopravvivere.
Il castello e la città si arresero infine alle 15.00 del 1 maggio 1449. Lo Sforza, entrato in città, si prodigò subito per farsi benvolere dagli abitanti che aveva così duramente provato imponendo un'amnistia generale, oltre a benefici di tipo commerciale (innalzò la qualità del sale venduto in loco, ribassandone il prezzo), esentò dal pagamento del dazio alcune merci prodotte localmente e stabilì che le acque del Lambro fossero della comunità e che le sue acque fossero liberamente utilizzabili per l'irrigazione e per la città.